# 1426-os busz

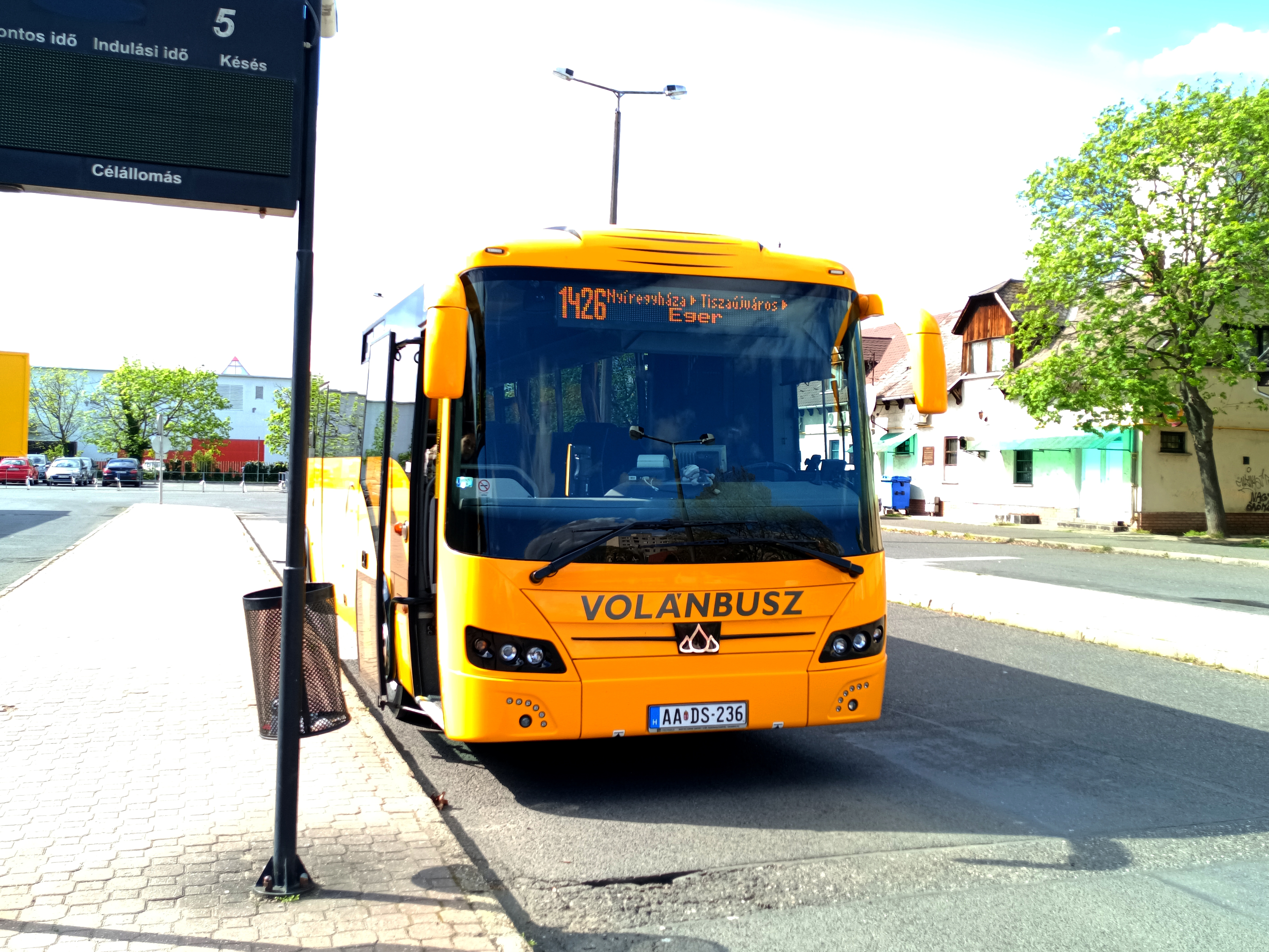
Pihenője közben, Tiszaújvárosban a vonal egyik Credoja

Az 1426-os jelzésű autóbuszvonal országos autóbuszjárat Nyíregyháza és Eger közt, Mezőkövesden keresztül, melyet a Volánbusz lát el.

## Közlekedése
A járat Szabolcs-Szatmár-Bereg vármegye székhelyét, Nyíregyházát köti össze Heves vármegye székhelyével, Egerrel. Mivel a két megye közvetlenül nem határos, a buszok Hajdú-Bihar és Borsod-Abaúj-Zemplén közlekedésében is szerepet játszanak: Polgár és Mezőkövesd a két legjelentősebb érintett város (utóbbi hely autóbusz-állomásán a buszok rövid pihenőt is tartanak és vasúti csatlakozást is biztosítanak). Nyíregyháza és Polgár között a buszok a 36-os úton haladnak, majd Nyékládházáig a 35-ös főútra térnek. Ezután Mezőkövesdig a M3-as autópályán haladnak, a hevesi vármegyeszékhelyre Andornaktálya településen áthaladva jutnak. (Néhány település kiszolgálása érdekében a főutakról is letér.)
A két város között mezőkövesdi és füzesabonyi átszállással utazhatunk vonattal, ami időben sokkal gyorsabb, mint a busz, azonban drágább, így a vonalnak mindenképp van létjogosultsága. Négy járatpár közlekedik naponta. Három járatpár a két végállomás között, egy-egy járat Polgár és Eger valamint Eger és Tiszaújváros között szállítja az utasokat.

## Megállóhelyei
| 0  | Nyíregyháza, autóbusz-állomás végállomás | 25 | 1, 1A, 2, 3, 3A, 4, 4Y, 7, 8, 8A, 10, 10A, 10J, 12, 14, 14F, 18, 20, 21, 22, 24, 25, 25A, 26, 29E, 30, 30A, 40, 44, 90, 90E, 91, 93, 93E, 95, 95E, 95L, 96, H30, H31, H32, H35, H40, 900, 918, 920 1369, 1370, 1427, 1428, 1446, 1449 3877, 3881, 4200, 4201, 4202, 4203, 4205, 4206, 4207, 4208, 4209, 4210, 4211, 4212, 4213, 4214, 4215, 4216, 4217, 4218, 4219, 4220, 4221, 4222, 4224, 4225, 4226, 4231, 4232, 4233, 4234, 4235, 4236, 4237, 4238, 4239, 4240, 4241, 4242, 4243, 4248, 4250, 4253, 4271, 4281, 4282, 4290, 4291, 4303, 4304, 4381                                                                         |
| 1  | Nyíregyháza, Szakiskola és Kollégium     | 24 | 26, 29E, 92, 93, 95L, H40 1369, 1370, 1427, 1428 4239, 4240, 4241, 4248 |
| 2  | Nagycserkesz, autóbusz-váróterem         | 23 | 1370, 1427 4239, 4240, 4241, 4248 |
| 3  | Tiszavasvári, iskola                     | 22 | 1370, 1427 3952, 4240, 4244, 4467 |
| 4  | Tiszavasvári, posta                      | 21 | 1055 1370, 1427 3952, 4240, 4244, 4467 |
| 5  | Tiszavasvári, Városháza tér              | 20 | 1370, 1427 3952, 4240, 4244, 4467 |
| 6  | Tiszavasvári, Fazekas Mihály utca 2.     | 19 | 1370, 1427 3952 |
| 7  | Tiszavasvári, Józsefháza                 | 18 | 1370, 1427 3952 |
| 8  | Újtikos, elágazás                        | 17 | 1370, 1427 3952, 4240, 4241 |
| 9  | Polgár, nyíregyházi elágazás             | 16 | 1055 1370, 1427 3952, 4240, 4241 |
| 10 | Polgár, autóbusz-váróterem               | 15 | 1055 1369, 1370, 1372, 1373, 1374, 1410, 1427, 1428, 1450 3739, 3952, 3960, 4240, 4241, 4463, 4482, 4484, 4488 |
| 11 | Tiszaújváros, bejárati út                | 14 | 2 1369, 1370, 1372, 1410, 1427, 1428, 1450 3731, 3733, 3734, 3737, 3739, 3744, 3745, 3952, 3960, 3963, 3964, 3965, 3966, 3968, 3970, 3971, 3975, 4008, 4240, 4241, 4484 |
| 12 | Tiszaújváros, autóbusz-állomás           | 13 | 1, 1A, 2, 3 1055 1369, 1370, 1372, 1373, 1374, 1410, 1427, 1428 3731, 3733, 3734, 3737, 3739, 3744, 3745, 3752, 3952, 3960, 3963, 3964, 3965, 3966, 3967, 3968, 3969, 3970, 3971, 3974, 3975, 4008, 4009, 4240, 4241, 4484 |
| 13 | Sajószöged, községháza                   | 12 | 1369, 1370, 1372, 1427, 1428 3734, 3737, 3739, 3744, 3745, 3752, 3966, 3967, 3968, 3969, 3971, 4009 |
| 14 | Nagycsécs, posta                         | 11 | 1369, 1370, 1372, 1427, 1428 3734, 3737, 3739, 3744, 3745, 3752, 3971, 4009 |
| 15 | Mezőkövesd, autóbusz-állomás             | 10 | 2B, 3 1427, 1428 3418, 4001, 4008, 4010, 4016, 4017, 4019, 4023, 4030 személyvonat, InterRégió, Ezüstpart expresszvonat, Hernád-Zemplén InterCity, Hernád nemzetközi InterCity, Borsod InterCity, Hámor InterCity |
| 16 | Mezőkövesd, SZTK rendelőintézet          | 9  | 1050, 1344, 1375, 1376, 1377, 1380, 1427, 1428, 1447, 1448, 1468 3406, 3416, 3418, 3419, 3749, 4001, 4006, 4007, 4008, 4009, 4010, 4013, 4014, 4015, 4016, 4017, 4018, 4019, 4021, 4023, 4026, 4030, 4157 |
| 17 | Mezőkövesd, Váci Mihály utca             | 8  | 1, 2 1050, 1344, 1380, 1427, 1428, 1447, 1448, 1468 3406, 3419, 4015, 4018, 4021, 4157 |
| 18 | Andornaktálya, Szociális Otthon          | 7  | 1343, 1344, 1346, 1380, 1427, 1428, 1447, 1448, 1468 3405, 3414, 3423, 3424, 3426, 3431, 3435, 3436, 4014, 4015, 4018, 4021, 4157 |
| 19 | Andornaktálya, Községháza                | 6  | 1344, 1427, 1428 3405, 3414, 3423, 3424, 3426, 3431, 3435, 3436, 4014, 4015, 4018, 4021, 4157 |
| 20 | Andornaktálya, iskola                    | 5  | 1343, 1344, 1346, 1380, 1427, 1428, 1447, 1448, 1468 3405, 3414, 3423, 3424, 3426, 3431, 3435, 3436, 4014, 4015, 4018, 4021, 4157 |
| 21 | Eger, Kistályai út                       | 4  | 1344, 1380, 1427, 1428, 1447, 1448, 1468 3405, 3414, 3423, 3424, 3426, 3431, 3435, 3436, 4014, 4015, 4018, 4021, 4157 |
| 22 | Eger, Erzsébet-völgy                     | 3  | 4, 5 1427, 1428 3405, 3424, 3426, 3431, 3435, 4014, 4015, 4018, 4021 |
| 23 | Eger, ZF Hungária Kft.                   | 2  | 4, 5, 12 1343, 1344, 1346, 1380, 1427, 1428, 1447, 1448, 1468 3405, 3424, 3426, 3431, 3435, 4014, 4015, 4018, 4021 |
| 24 | Eger, Hadnagy utca                       | 1  | 2, 2A, 3, 3A, 4, 5, 5A, 6, 16, 914 1343, 1344, 1346, 1380, 1427, 1428, 1447, 1448, 1468 3405, 3406, 3419, 3420, 3424, 3426, 3431, 3435, 4014, 4015, 4018, 4021 |
| 25 | Eger, Színház                            | ∫  | 2, 2A, 7, 7A, 11, 12, 14, 17 1050, 1053, 1054, 1343, 1344, 1346, 1348, 1362, 1380, 1402, 1427, 1428, 1447, 1468, 1517 3402, 3408, 3410, 3411, 3414, 3419, 3420, 3423, 3424, 3426, 3430, 3431, 3432, 3433, 3434, 3435, 3436, 3440, 3441, 3442, 3443, 3444, 3445, 3448, 3667, 4014, 4015, 4018, 4021, 4157 |
| 26 | Eger, autóbusz-állomás végállomás        | 0  | 2, 2A, 4, 5, 5A, 6, 7, 7A, 11, 12, 14, 16, 17, 914 1049, 1050, 1051, 1052, 1053, 1054, 1343, 1344, 1346, 1347, 1348, 1349, 1351, 1352, 1354, 1362, 1380, 1383, 1402, 1427, 1428, 1447, 1448, 1466, 1468, 1517 3400, 3402, 3403, 3404, 3405, 3405, 3406, 3407, 3408, 3409, 3410, 3411, 3412, 3414, 3415, 3416, 3417, 3418, 3419, 3420, 3423, 3424, 3426, 3430, 3431, 3432, 3433, 3434, 3435, 3436, 3440, 3441, 3442, 3443, 3444, 3445, 3446, 3448, 3450, 3455, 3456, 3457, 3458, 3462, 3469, 3470, 3471, 3472, 3473, 3474, 3476, 3479, 3480, 3481, 3482, 3483, 3484, 3488, 3604, 3660, 3667, 4012, 4014, 4015, 4018, 4021, 4157 |